# Genoa Racing (Le Mans)
Genoa Racing est une écurie de sport automobile américaine.

## Historique
L'écurie est engagée dans le championnat American Le Mans Series en 2010 et en 2011 dans la catégorie LMPC (Le Mans Prototype Challenge),,,,.